# Heliomaster constantii
Heliomaster constantii là một loài chim trong họ Chim ruồi.